# Tom Ongena
Tom Ongena (ur. 20 września 1975 w Gandawie) – belgijski i flamandzki polityk, prawnik oraz działacz samorządowy, senator, w latach 2023–2024 przewodniczący partii Flamandzcy Liberałowie i Demokraci (Open VLD).

## Życiorys
Z wykształcenia prawnik, absolwent Uniwersytetu Antwerpskiego (1998). Do 2003 pracował na tej uczelni jako nauczyciel akademicki. Działacz flamandzkich liberałów, był rzecznikiem prasowym wywodzącego się z tej partii premiera Flandrii Barta Somersa. Następnie pełnił funkcje rzecznika prasowego ugrupowania i jego dyrektora do spraw politycznych, był też zatrudniony we frakcji Open VLD w Parlamencie Flamandzkim. W latach 2007–2010 wykonywał mandat radnego miejskiego w Mechelen. W 2013 zasiadł w radzie gminy Sint-Katelijne-Waver, do 2019 wchodził w skład jej egzekutywy. W 2019 objął mandat posła do Parlamentu Flamandzkiego (wybrany na kolejną kadencję w 2024). W latach 2020–2023 wchodził w skład belgijskiego Senatu; ponownie powołany na senatora w 2024.
W lipcu 2023 został pełniącym obowiązki przewodniczącego Open VLD (po uprzedniej rezygnacji złożonej przez Egberta Lachaerta). We wrześniu tegoż roku wybrano go na przewodniczącego partii. Kierował nią do sierpnia 2024, kiedy to zastąpiła go Eva De Bleeker.